# Claresholm
Claresholm ist eine Gemeinde im Südwesten von Alberta, Kanada, welche seit 1905 den Status einer Kleinstadt (englisch Town) hat. Sie liegt etwa 125 Kilometer südlich von Calgary in Süd-Alberta, am Übergang der kanadischen Rocky Mountains zu den Ebenen des Palliser-Dreiecks.
Der Verwaltungsbezirk („Municipal District“) Willow Creek No. 26 hat in der Gemeinde seinen Verwaltungssitz.

## Geschichte
Die Gegend wurde ursprünglich durch die First Nations besiedelt. Nach Abschluss einer der Indianerverträge, der Treaty 7 (Vertrag 7), mit der Nitsitapii (Blackfoot)-Konföderation im Jahr 1877 war die Gegend jedoch zur Besiedlung durch Einwanderer frei. Die heutige Gemeinde entstand dann ursprünglich um eine Wasserstelle für die Lokomotiven der Canadian Pacific Railway. Die ersten Siedler kamen um 1902 an und das Dorf wurde 1903 gegründet. Das 1911 errichtete Bahnhofsgebäude, die „Claresholm Train Station“, gilt heute als von besonderem historischen Wert. Die Ernennung der Gemeinde 1905 zur Stadt war eine der letzten offiziellen Handlungen der Territorialregierung, bevor Alberta eine Provinz wurde.
Bei den Wahlen im Jahr 1917 wurde Louise McKinney für den Wahlkreis Claresholm in die Legislativversammlung von Alberta gewählt. Sie war die erste von zwei Frauen, die in Kanada und auch im britischen Empire in ein Parlament gewählt wurden.
Im Zweiten Weltkrieg eröffnete die Royal Canadian Air Force, im Rahmen des Commonwealth Air Training Plan, hier 1941 eine Basis. Die Basis wurde 1958 endgültig geschlossen und die Hangars wurden für den industriellen Gebrauch umgebaut. Ein Teil der ehemaligen Basis gehört heute zum „Claresholm Industrial Airport“.

## Demographie
Der Zensus im Jahr 2016 ergab für die Gemeinde eine Bevölkerungszahl von 3780 Einwohnern, nachdem der Zensus im Jahr 2011 für die Gemeinde noch eine Bevölkerungszahl von 3758 Einwohnern ergab. Die Bevölkerung hat dabei im Vergleich zum letzten Zensus im Jahr 2011 deutlich schwächer als die Entwicklung in der Provinz nur um 0,6 % zugenommen, während der Provinzdurchschnitt bei einer Bevölkerungszunahme von 11,6 % lag. Bereits im Zensuszeitraum 2006 bis 2011 hatte die Einwohnerzahl in der Gemeinde nur deutlich unterdurchschnittlich um 1,6 % zugenommen, während sie im Provinzdurchschnitt um 10,8 % zunahm.

## Verkehr
Claresholm ist für den Straßenverkehr durch den Alberta Highway 2, welcher in Nord-Süd-Richtung die Gemeinde durchquert, sowie den regionalen „Alberta Highway 520“, welcher in Ost-West-Richtung verläuft, erschlossen. Eine Anbindung an das Schienennetz besteht nicht mehr. Der örtliche Flughafen (IATA-Code: -, ICAO-Code: -, Transport Canada Identifier: CEJ4) liegt westlich der Stadtgrenze.